# Edison Flores
Edison Michael Flores Peralta (* 14. Mai 1994 im Distrikt Comas (Lima)) ist ein peruanischer Fußballspieler. Er nahm an der Fußball-Weltmeisterschaft 2018 in Russland teil.

## Karriere

### Verein
Flores wurde an der Fußballschule von Héctor Chumpitaz ausgebildet, wo er von 2004 bis 2008 trainierte. Anschließend wechselte er in den Jugendbereich von Universitario de Deportes. Am 31. März 2011 wurden Flores und Andy Polo von Trainer José del Solar in die erste Mannschaft befördert, nachdem sie bei der U-17-Fußball-Südamerikameisterschaft 2011 jeweils drei Tore erzielt hatten. Flores war Teil der Mannschaft von Universitario de Deportes, welche 2011 die U-20-Copa Libertadores gewann und wurde zum besten Spieler des Turniers gewählt. Sein erstes Tor im Profibereich erzielte er am 21. April 2012 im Spiel gegen León de Huánuco.
Im August 2012 wurde er zum FC Villarreal nach Spanien transferiert, wurde dort jedoch nur in der zweiten Mannschaft eingesetzt. Er kehrte im März 2014 wieder nach Peru zu seinem vorigen Klub Universitario de Deportes zurück. Dort gewann er 2016 die Halbjahreswertung Torneo Apertura, mit der sich Universitario für die Copa Libertadores 2017 qualifizierte.
2016 wechselte er zu Aalborg BK in die dänische Superliga, wo er bis 2018 spielte. Am 24. August 2018 wurde er zu Atlético Morelia in die mexikanische Liga MX transferiert. Von dort wechselte er Anfang 2020 für eine Ablösesumme von 5 Millionen US-Dollar zu dem Franchise D.C. United aus der US-amerikanischen Hauptstadt Washington, D.C. in die Major League Soccer (MLS). Ende August 2020 zog sich Flores bei einem Zusammenprall Gesichtsfrakturen zu und fiel sechs Wochen aus. 

### Nationalmannschaft
Flores bestritt für die peruanische U-17-Mannschaft vier Spiele, in denen er drei Tore erzielte.
2013 nahm er an der U-20-Südamerikameisterschaft teil, verpasste mit seinem Team jedoch knapp die Qualifikation für die U-20-Weltmeisterschaft 2013.
Im selben Jahr debütierte Flores in der peruanischen Nationalmannschaft. Bei der Copa América Centenario 2016 stand er im peruanischen Kader und wurde in allen vier Spielen eingesetzt. Dabei gelang ihm beim 2:2 im Vorrundenspiel gegen Ecuador der Treffer zur zwischenzeitlichen 2:0-Führung der Peruaner.
Anlässlich der Fußball-Weltmeisterschaft 2018 in Russland wurde er in das peruanische Aufgebot berufen. Bei diesem Turnier kam er in allen drei Vorrundenspielen der Peruaner zum Einsatz.
Bei der Copa América 2019 gehörte Flores ebenfalls dem peruanischen Kader an. Im Laufe des Turniers wurde er in allen sechs Spielen der Peruaner eingesetzt und erzielte zwei Tore. Durch seinen entscheidenden Treffer im Elfmeterschießen des Viertelfinalspiels gegen Uruguay ebnete er seiner Mannschaft den Weg ins Finale, welches mit 1:3 gegen Brasilien verloren wurde.

## Erfolge
Universitario de Deportes
- Copa Libertadores U-20: 2011